# 국회 오물투척사건
국회 오물투척사건(國會汚物投擲事件)은 1966년 9월 22일 삼성그룹의 계열사인 한국비료공업의 마리화나 밀수사건에 관한 대정부 질의가 진행 중이던 국회 본회의에서 김두한 의원이 오물(인분)을 국무위원 및 장관들에게 투척한 사건이다.

## 발단
1966년 9월 15일 경향신문을 통해 대마초 밀수 사건이 폭로되면서 사회적으로 큰 파장이 일어났다. 이 사건은 1966년 5월 24일, 국내 굴지의 재벌인 삼성그룹의 계열사인 한국비료공업 주식회사가 정제된 대마초 8000톤을 건설 자재로 위장해서 밀수한 사건이다. 6월 초에 벌금 추징으로 일단락되었으나, 뒤늦게 언론에 보도되면서 걷잡을 수 없는 사태로 확산되었다. 특히 이 사건이 사회적으로 큰 파문을 가져온 데는 당시 박정희 대통령이 '밀수'를 '5대 사회악'의 하나로 규정해놓고 있었다는 점이다. 그리고 삼성 소유의 중앙매스콤과 경쟁 관계에 있던 여타 언론들이 이 사건을 호재로 삼아 연일 대서특필하며 국민의 눈과 귀를 자극했다는 점 등이 작용하였다.

## 전개
또한 이 사건이 극도로 증폭된 것은 9월 22일 국회 본회의에서 김두한 의원이 국무총리를 비롯한 일부 각료들에게 오물(인분)을 투척한 사건이 발생하면서부터이다. 이날 이틀째 속개된 삼성 밀수사건에 관한 대정부 질문에서 김두한 의원은 질문 도중 국무위원 석에 앉아 있던 정일권 국무총리, 장기영 부총리 등 수 명의 각료들을 향해 오물을 뿌렸다. 당시 김두한의 비서로 일했던 채원기의 증언에 따르면, 사건 전날인 9월 21일 밤 9시경에 신문로에 있는 김두한의 집 화장실에서 깡통으로 만든 두레박을 이용하여 김두한이 직접 인분을 퍼서 준비했다고 한다.
사태가 심각해지자 사건 당일 이병철 한국비료공업 사장(삼성그룹 회장)은 사카린 밀수사건과 관련된 한국비료공업을 국가에 헌납하고 언론 및 학원사업에서 손뗄 것을 선언하였다. 이병철 사장은 헌납 교섭을 맡았던 장기영 부총리가 해임되었고 개각 1주일 만인 1967년 10월 11일 한국비료공업 주식의 51%를 국가에 헌납하였다.

## 경과

#### 오물투척 평가
시사만화 〈고바우 영감〉에서 오물투척사건에 대해 적군 일개 대대를 섬멸할 수 있는 것보다 더한 위력이라고 평가하였다.

#### 와해
재벌 밀수에 대한 검찰의 조사는 이 사건이 있은 이후에도 계속되었다. 그러나 그 결과는 국민과 국회의 의혹을 해소해 주지 못하였다. 이에 따라 국회 본회의에서는 〈특정재벌 밀수사건 진상조사 특별위원회〉를 구성하여 별도의 진상 규명 활동에 나섰다. 그러나 위원회는 여당의 비협조에 불만을 품은 야당이 퇴장한 가운데 여당만의 단독 운영으로 조사를 종결하였다. 또한, 야당이 제출한 경제기획원장관 해임안도 부결되는 등 이 재벌 밀수 사건의 조사는 뚜렷한 결말없이 끝나고 말았다. 인분을 투척한 김두한은 국회에서 제명당한후 구속되었으며 많은 고문을 당했다. 삼성측은 이병철씨의 둘째 아들인 이창희씨가 구속되었으며 이병철은 회장직을 장남 이맹희에게 넘겼다. “모든 사업에서 손을 떼겠다”고 밝히고 사업에서 물러나겠다던 이병철은 18개월 만인 1968년 2월에 복귀했으며 박정희 정부는 권력쟁탈에 이용하기도 했다.

## 매체
- 실화 바탕 드라마 야인시대 1회에서 해당 사건이 재연되었다.

## 같이 보기
- 삼성그룹
- 사카린 밀수 사건
- 박정희
- 제3공화국